# Desa Pakel (administrativ by i Indonesien, Jawa Timur, lat -8,04, long 113,11)
Desa Pakel är en administrativ by i Indonesien.   Den ligger i provinsen Jawa Timur, i den västra delen av landet, 700 km öster om huvudstaden Jakarta.